# Aglaia aspera
Aglaia aspera là một loài thực vật có hoa trong họ Meliaceae. Loài này được Teijsm. & Binn. mô tả khoa học đầu tiên năm 1864.